# Kalex Engineering

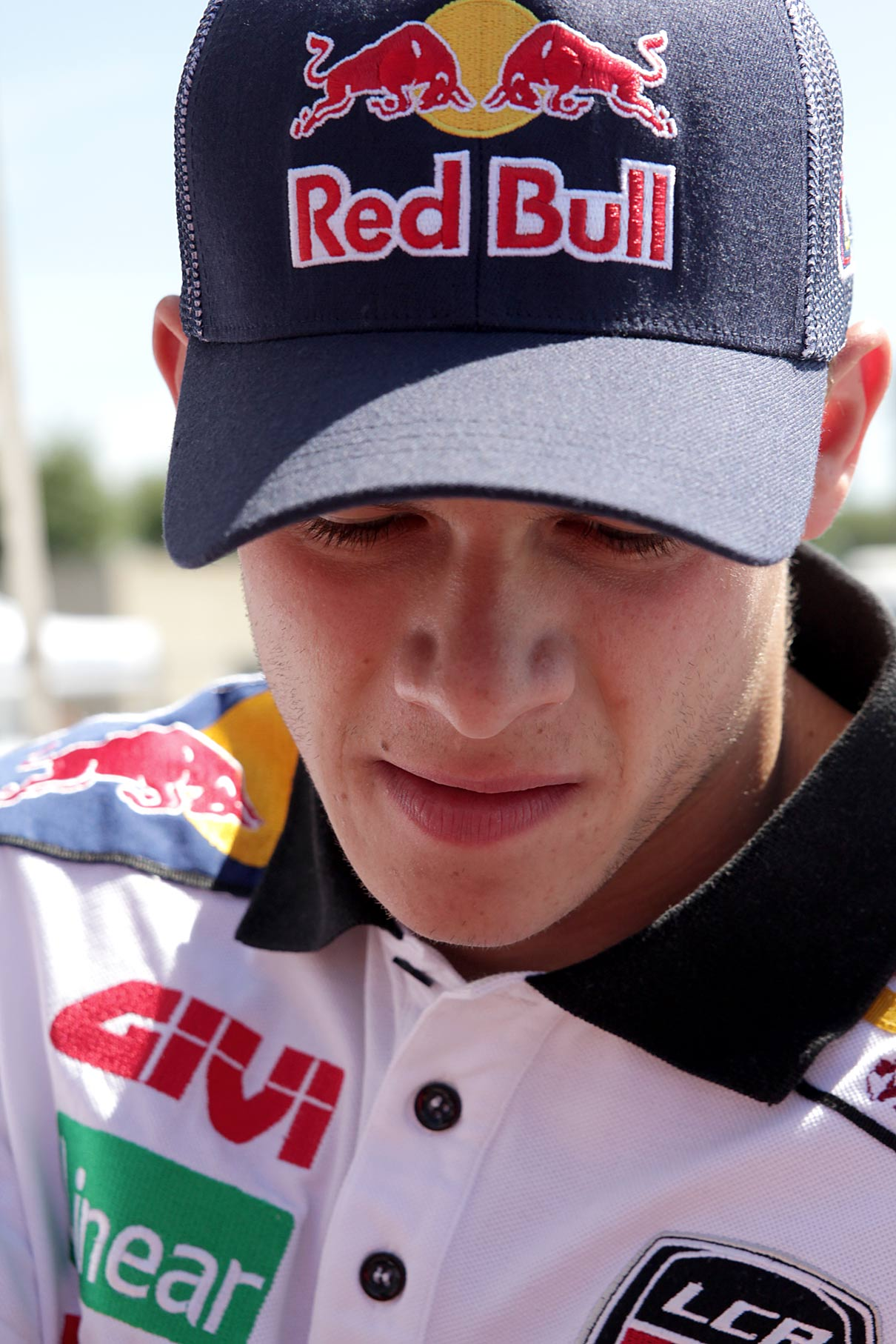
Moto2-Weltmeister 2011 auf Kalex: Stefan Bradl

Die KALEX engineering GmbH ist ein deutsches Unternehmen das auf die Projektierung, Entwicklung, Bearbeitung und Fertigung von Hightech-Produkten für den Motorsport-Einsatz spezialisiert ist. Mit Sitz in Bobingen, wurde Kalex 2008 von Klaus Hirsekorn und Alex Baumgärtel gegründet.
Das Unternehmen tritt seit der Saison 2010 als Motorradhersteller in der Moto2-Klasse und von 2012 bis 2014 auch in der Moto3-Klasse der Motorrad-Weltmeisterschaft an (als Motorenhersteller für KTM), und konnte in ersterer Kategorie mehrere Titel erringen. Um den Honda-Einheitsmotor der Moto2 bzw. KTM-Motor der Moto3 entwickelte Kalex einen Brückenrohrrahmen mit Kastenschwinge aus Aluminium, der mit Öhlins- und Brembo-Fahrwerkskomponenten ergänzt wurde.

## Statistik

### Weltmeistertitel

#### Fahrertitel
Johann Zarco (2)
- Weltmeister in der Moto2-Klasse: 2015, 2016

 Stefan Bradl (1)
- Weltmeister in der Moto2-Klasse: 2011

 Pol Espargaró (1)
- Weltmeister in der Moto2-Klasse: 2013

 Esteve Rabat (1)
- Weltmeister in der Moto2-Klasse: 2014

 Franco Morbidelli (1)
- Weltmeister in der Moto2-Klasse: 2017

 Francesco Bagnaia (1)
- Weltmeister in der Moto2-Klasse: 2018

 Álex Márquez (1)
- Weltmeister in der Moto2-Klasse: 2019

 Enea Bastianini (1)
- Weltmeister in der Moto2-Klasse: 2020

 Remy Gardner (1)
- Weltmeister in der Moto2-Klasse: 2021

 Augusto Fernández (1)
- Weltmeister in der Moto2-Klasse: 2022

 Pedro Acosta (1)
- Weltmeister in der Moto2-Klasse: 2023

#### Konstrukteurstitel
- Weltmeister in der Moto2-Klasse: 2013, 2014, 2015, 2016, 2017, 2018, 2019, 2020, 2021, 2022, 2023

### Konstrukteurs-WM-Ergebnisse

#### Moto2
- 2011 – Zweiter
- 2012 – Zweiter
- 2013 – Weltmeister[1]
- 2014 – Weltmeister
- 2015 – Weltmeister
- 2016 – Weltmeister[3]
- 2017 – Weltmeister
- 2018 – Weltmeister
- 2019 – Weltmeister
- 2020 – Weltmeister
- 2021 – Weltmeister
- 2022 – Weltmeister

Mit Pons als Partner
- 2010 – Siebter
- 2011 – Siebter

Mit Forward als Partner
- 2014 – Sechster

Moto3 (mit KTM als Partner)
- 2012 – Dritter
- 2013 – Zweiter
- 2014 – Fünfter